# نوركو (كاليفورنيا)
نوركو (بالإنجليزية: Norco)‏ هي إحدى مدن مقاطعة ريفيرسيدي، كاليفورنيا. تم إعطاءها لقب مدينة في 28 ديسمبر، 1964.

## التركيبة السكانية
حدّد مكتب تعداد الولايات المتحدة بيانات التركيبة السكانية لنوركو في تعداد الولايات المتحدة. في ما يلي، التركيبة السكانية حسب تعدادي 2000 و2010.

### تعداد عام 2000
بلغ عدد سكان نوركو 24,157 نسمة بحسب تعداد عام 2000، وبلغ عدد الأسر 6,136 أسرة وعدد العائلات 4,944 عائلة مقيمة في المدينة. في حين سجلت الكثافة السكانية 662.6 نسمة لكل كيلومتر مربع (1,716.1/ميل2). وبلغ عدد الوحدات السكنية 6,277 وحدة بمتوسط كثافة قدره 172.2 لكل كيلومتر مربع (446.0/ميل2).
وتوزع التركيب العرقي للمدينة بنسبة 82.44% من البيض و6.13% من الأمريكيين الأفارقة و0.75% من الأمريكيين الأصليين و1.16% من الأمريكيين ذوي الأصول الآسيوية و0.14% من سكان جزر المحيط الهادئ و6.37% من الأعراق الأخرى و3.01% من عرقين مختلطين أو أكثر و22.78% من الهسبانيون أو اللاتينيون من أي عرق.
بلغ عدد الأسر 6,136 أسرة كانت نسبة 44.5% منها لديها أطفال تحت سن الثامنة عشر تعيش معهم، وبلغت نسبة الأزواج القاطنين مع بعضهم البعض 64.7% من أصل المجموع الكلي للأسر، ونسبة 10.4% من الأسر كان لديها معيلات من الإناث دون وجود شريك،  بينما كانت نسبة 5.5% من الأسر لديها معيلون من الذكور دون وجود شريكة وكانت نسبة 19.4% من غير العائلات. تألفت نسبة 13.7% من أصل جميع الأسر من عدة أفراد يعيشون في نفس المنزل ونسبة 4.5% كانت تتألف من شخص يعيش بمفرده يبلغ من العمر 65 عاماً أو أكثر. وبلغ متوسط حجم الأسرة المعيشية 3.15، أما متوسط حجم العائلات فبلغ 3.43.
بلغ العمر الوسطي للسكان 36.3 عاماً. وكانت نسبة 22.4% من القاطنين تحت سن الثامنة عشر، وكانت نسبة 6.2% بين الثامنة عشر والرابعة والعشرين عاماً، ونسبة 23.6% كانت واقعةً في الفئة العمرية ما بين الخامسة والعشرين والرابعة والأربعين عاماً، ونسبة 21.5% كانت ما بين الخامسة والأربعين والرابعة والستين، ونسبة 6.3% كانت ضمن فئة الخامسة والستين عاماً فما فوق. يوجد لكل 100 أنثى 98.7 ذكر، ويوجد لكل 100 أنثى في الثامنة عشر من عمرها فما فوق 97.7 ذكر.
بلغ متوسط دخل الأسرة في المدينة 62,652 دولارًا، أما متوسط دخل العائلة فبلغ 66,204 دولارًا. وكان متوسط دخل الذكور 41,599 دولارًا مقابل 30,652 دولارًا للإناث. وسجل دخل الفرد الخاص بالمدينة 20,710 دولارًا. وكانت نسبة 3.3% من العائلات ونسبة 5.3% من السكان تحت خط الفقر، وكان من هؤلاء نسبة 4.6% تحت سن الثامنة عشر ونسبة 2.2% في الخامسة والستين من العمر وما فوق.

### تعداد عام 2010
بلغ عدد سكان نوركو 27,063 نسمة بحسب تعداد عام 2010، وبلغ عدد الأسر 7,023 أسرة وعدد العائلات 5,583 عائلة مقيمة في المدينة. في حين سجلت الكثافة السكانية 742.3 نسمة لكل كيلومتر مربع (1,922.5/ميل2). وبلغ عدد الوحدات السكنية 7,322 وحدة بمتوسط كثافة قدره 200.8 لكل كيلومتر مربع (520.1/ميل2).
وتوزع التركيب العرقي للمدينة بنسبة 76.27% من البيض و6.99% من الأمريكيين الأفارقة و0.92% من الأمريكيين الأصليين و3.12% من الأمريكيين ذوي الأصول الآسيوية و0.22% من سكان جزر المحيط الهادئ و9.29% من الأعراق الأخرى و3.19% من عرقين مختلطين أو أكثر و31.06% من الهسبانيون أو اللاتينيون من أي عرق.
بلغ عدد الأسر 7,023 أسرة كانت نسبة 40.3% منها لديها أطفال تحت سن الثامنة عشر تعيش معهم، وبلغت نسبة الأزواج القاطنين مع بعضهم البعض 62% من أصل المجموع الكلي للأسر، ونسبة 11.1% من الأسر كان لديها معيلات من الإناث دون وجود شريك،  بينما كانت نسبة 6.5% من الأسر لديها معيلون من الذكور دون وجود شريكة وكانت نسبة 20.5% من غير العائلات. تألفت نسبة 14.7% من أصل جميع الأسر من عدة أفراد يعيشون في نفس المنزل ونسبة 6.5% كانت تتألف من شخص يعيش بمفرده يبلغ من العمر 65 عاماً أو أكثر. وبلغ متوسط حجم الأسرة المعيشية 3.23، أما متوسط حجم العائلات فبلغ 3.53.
بلغ العمر الوسطي للسكان 39.5 عاماً. وكانت نسبة 20.3% من القاطنين تحت سن الثامنة عشر، وكانت نسبة 10.3% بين الثامنة عشر والرابعة والعشرين عاماً، ونسبة 29% كانت واقعةً في الفئة العمرية ما بين الخامسة والعشرين والرابعة والأربعين عاماً، ونسبة 30.7% كانت ما بين الخامسة والأربعين والرابعة والستين، ونسبة 9.7% كانت ضمن فئة الخامسة والستين عاماً فما فوق. وتوزع التركيب الجنسي للسكان بنسبة 57.8% ذكور و42.2% إناث.

## أعلام
- كيسي هانسن
- توبي غيرهارت
- كارل برادفورد
- ريان فيشر
- ريان كيلين